# Cycling Manager 3
Cycling Manager 3 est un jeu vidéo de gestion sportive développé par Cyanide et édité par Focus Home Interactive, sorti en 2003 sur Windows.